# LogMeIn Hamachi
LogMeIn Hamachi — програмне забезпечення, призначене для побудови VPN. Головне — воно не потребує ніякого налаштування. Hamachi дозволяє створити власну захищену мережу з комп’ютерів, з’єднаних через інтернет, ніби вони з’єднані однією фізичною локальною мережею.
Hamachi дозволяє створити локальну мережу (LAN) поверх Інтернету.
Будь-які програми, які працюють через локальну мережу, можуть працювати через мережу Hamachi, при цьому дані, що передаються, будуть захищені і обмін ними буде здійснюватись у стилі peer-to-peer.
Hamachi — система організації віртуальних захищених мереж на основі протоколу UDP. В такій мережі вузли для встановлення з’єднання між собою використовують третій вузол, котрий допомагає їм лише знайти один одного, а передача інформації здійснюється безпосередньо між вузлами. При цьому взаємодіючі вузли можуть знаходитися за NAT або фаєрволом.

## Альтернативи

### Безкоштовні альтернативи
Radmin VPN

### Інші альтернативи
ZeroTier